# 阿什頓 (愛達荷州)
阿什頓是一個位於美國愛達荷州弗里蒙特縣的城市。

## 地理
阿什頓的座標為44°04′20″N 111°26′52″W / 44.07222°N 111.44778°W，而該地的平均海拔高度為1603米（即5259英尺）。

## 人口
根據2010年美國人口普查的數據，阿什頓的面積為1.65平方千米，當中陸地面積為1.65平方千米，而水域面積為0.00平方千米。當地共有人口1127人，而人口密度為每平方千米683.03人。